# Triathlon aux Jeux paralympiques
Le triathlon aux Jeux paralympiques fait partie des épreuves des Jeux paralympiques d'été depuis 2016. L'épreuve de paratriathlon se compose de 750 m en natation, 20 km à vélo, et de 5 km en course à pied (distance Sprint). Les paratriathlètes hommes et femmes s'affrontent dans des épreuves différenciées.

## Histoire
L'entrée du triathlon dans les Jeux paralympiques a été soutenue et proposée par la Fédération internationale de triathlon (ITU). Cette dernière organise depuis 1995, les championnats du monde de paratriathlon. Pour Sarah Springman vice-présidente chargée du dossier de présentation, c'est un aboutissement qui vise à porter au pinacle des sports paralympiques le triathlon, afin qu'il devienne un catalyseur pour les athlètes handicapés qui souhaitent s'investir dans cette pratique. Pour Marisol Casado, présidente de l'ITU, c'est un honneur de voir le triathlon rejoindre les sports des Jeux paralympiques.
En septembre 2017, le Comité international paralympique (CIP) augmente le quota alloué au paratriathlon pour les Jeux paralympiques d'été de 2020 à Tokyo. Le nombre de dossard attribué aux triathlètes du monde passe de 60 à 80. L'augmentation de 20 places suit les propositions faites par la Fédération internationale de triathlon (ITU) au travers de sa présidente Marisol Casado et  permet selon cette dernière, d'attirer plus de paratriathlètes dans les compétitions de qualification et faisant connaitre plus largement  dans le monde cette pratique. Le  nombre de catégories et de médailles restent inchangés à trois, mais l'ITU travaille avec le CIP autour de propositions visant a augmenter également le nombre de médailles et de catégories acceptées dans les prochains jeux.

## Règlement des épreuves
Les épreuves hommes et femmes se déroulent sur la distance sprint (S), qui se compose de 750 m en natation, 20 km à vélo, et de 5 km en course à pied,, et sont diffenciées. 
En 2016, le nombre de catégories représentées est réduit à trois sur les cinq catégories existantes, avec une soixantaine de paratriathlètes qui se disputeront dix-huit médailles olympiques. Les catégories sélectionnées pour ces premiers jeux sont PT1, PT2 et PT4 pour les hommes  et PT2, PT4 et PT5 pour les femmes.
L’accès à la compétition paralympique passe par des phases de qualifications et de participations à des événements de paratriathlon permettant le gain de points au classement international de la Fédération internationale de triathlon ouvrant à l'obtention de dossard pour les équipes nationales.
En 2020 et selon la nouvelle catégorisation de la Fédération internationale de triathlon, les épreuves de triathlon des Jeux paralympique de Tokyo, sont accessibles à cinq catégories de handicap sur six. Les catégories retenues sont PTWC, PTS2, PTS4 PTS5 et PTVI.
Depuis les Jeux paralympiques de Londres 2012, le guide est considéré comme un athlète à part entière et reçoit la même médaille que son binôme, même si cette dernière n’est pas comptabilisée au tableau général.

## Pratique sportive
En 2020, selon la nature des handicaps, les triathlètes peuvent utiliser des matériels spécifiques pour compléter les trois épreuves sportives. Pour la partie natation les triathlètes de la catégorie PTWC ont l'autorisation d'utiliser une attelle de genoux pour fixer la position dans l'eau. Aucun équipement spécifique n'est autorisé pour les compétiteurs des catégories PTS. Pour la catégorie PTVI qui impose un guide durant toutes les épreuves, ce dernier nage à ces côtés. Tous les départs se font dans l'eau, il n'y a pas de départ plongé.
Pour la partie vélo, le matériel dépend également de la déficience du triathlète, la catégorie PTWC réalise le parcours à l'aide d'un vélo couché (handbike), les compétiteurs en PTVI sont en tandem avec un guide assis devant, les deux pédalant en synchronisation. Tous les compétiteurs des classes PTS utilisent pour leur part des vélos de route modifier en fonction du handicap, forme des pédales adaptées aux prothèses de jambes, guidon ajusté, leviers de frein ou de vitesses manipulables d'une seule main.
La course à pied est réalisée en fauteuil roulant de compétition pour les PTWC, les triathlètes en catégorie PTS utilisent des appareils fonctionnels tels que des prothèses de jambes. Les déficients visuels de la catégorie PTVI sont accompagnés d'un guide auquel ils sont liés par une petite corde.
Les transitions sont assistées selon les handicaps par des équipiers qui apportent leur soutien durant cette phase, comme pour tous les triathlons, le temps inclus impose la mise en œuvre de technique particulière pour permettre aux triathlètes de s'équiper pour l'épreuve suivante en un minimum de temps.

## Palmarès paralympique

### Hommes

#### Athlètes en fauteuil
| Édition    | Or         | Argent             | Bronze           |
| ---------- | ---------- | ------------------ | ---------------- |
| PT1        |            |                    |                  |
| Rio 2016   | Jetze Plat | Geert Schipper     | Giovanni Achenza |
| PTWC       |            |                    |                  |
| Tokyo 2020 | Jetze Plat | Florian Brungraber | Giovanni Achenza |
| Paris 2024 | Jetze Plat | Florian Brungraber | Geert Schipper   |

#### Athlètes debout 2
| Édition    | Or             | Argent           | Bronze        |
| ---------- | -------------- | ---------------- | ------------- |
| PT2        |                |                  |               |
| Rio 2016   | Andrew Lewis   | Michele Ferrarin | Mohamed Lahna |
| PTS2       |                |                  |               |
| Paris 2024 | Jules Ribstein | Mohamed Lahna    | Mark Barr     |

#### Athlètes debout 3
| Édition    | Or            | Argent      | Bronze             |
| ---------- | ------------- | ----------- | ------------------ |
| PTS3       |               |             |                    |
| Paris 2024 | Daniel Molina | Max Gelhaar | Nico van der Burgt |

#### Athlètes debout 4
| Édition    | Or                  | Argent        | Bronze                     |
| ---------- | ------------------- | ------------- | -------------------------- |
| PT4        |                     |               |                            |
| Rio 2016   | Martin Schulz       | Stefan Daniel | Jairo Ruiz López           |
| PTS4       |                     |               |                            |
| Tokyo 2020 | Alexis Hanquinquant | Hideki Uda    | Alejandro Sánchez Palomero |
| Paris 2024 | Alexis Hanquinquant | Carson Clough | Nil Riudavets Victory      |

#### Athlètes debout 5
| Édition    | Or            | Argent          | Bronze        |
| ---------- | ------------- | --------------- | ------------- |
| PTS5       |               |                 |               |
| Tokyo 2020 | Martin Schulz | George Peasgood | Stefan Daniel |
| Paris 2024 | Chris Hammer  | Ronan Cordeiro  | Martin Schulz |

#### Athlètes déficients visuels
| Édition    | Or                                  | Argent                                                   | Bronze                               |
| ---------- | ----------------------------------- | -------------------------------------------------------- | ------------------------------------ |
| PTVI       |                                     |                                                          |                                      |
| Tokyo 2020 | Brad Snyder guide : Greg Billington | Héctor Catalá Laparra guide : Gustavo Rodríguez Iglesias | Satoru Yoneoka guide : Kohei Tsubaki |
| Paris 2024 | Dave Ellis guide : Luke Pollard     | Thibaut Rigaudeau guide : Cyril Viennot                  | Antoine Perel guide : Yohan Le Berre |

### Femmes

#### Athlètes en fauteuil
| Édition    | Or              | Argent          | Bronze          |
| ---------- | --------------- | --------------- | --------------- |
| PTWC       |                 |                 |                 |
| Tokyo 2020 | Kendall Gretsch | Lauren Parker   | Eva María Moral |
| Paris 2024 | Lauren Parker   | Kendall Gretsch | Leanne Taylor   |

#### Athlètes debout 2
| Édition    | Or           | Argent                | Bronze                |
| ---------- | ------------ | --------------------- | --------------------- |
| PT2        |              |                       |                       |
| Rio 2016   | Allysa Seely | Hailey Danisewicz     | Melissa Stockwell     |
| PTS2       |              |                       |                       |
| Tokyo 2020 | Allysa Seely | Hailey Danz           | Veronica Yoko Plebani |
| Paris 2024 | Hailey Danz  | Veronica Yoko Plebani | Allysa Seely          |

#### Athlètes debout 4
| Édition            | Or            | Argent              | Bronze           |
| ------------------ | ------------- | ------------------- | ---------------- |
| PT4                |               |                     |                  |
| Rio 2016           | Grace Norman  | Lauren Steadman     | Gwladys Lemoussu |
| PTS4 incluant PTS3 |               |                     |                  |
| Paris 2024         | Megan Richter | Marta Francés Gómez | Hannah Moore     |

#### Athlètes debout 5
| Édition    | Or              | Argent          | Bronze          |
| ---------- | --------------- | --------------- | --------------- |
| PTS5       |                 |                 |                 |
| Tokyo 2020 | Lauren Steadman | Grace Norman    | Claire Cashmore |
| Paris 2024 | Grace Norman    | Claire Cashmore | Lauren Steadman |

#### Athlètes déficients visuels
| Édition    | Or                                       | Argent                                      | Bronze                                   |
| ---------- | ---------------------------------------- | ------------------------------------------- | ---------------------------------------- |
| PT5        |                                          |                                             |                                          |
| Rio 2016   | Katie Kelly                              | Alison Patrick                              | Melissa Reid                             |
| PTVI       |                                          |                                             |                                          |
| Tokyo 2020 | Susana Rodríguez guide : Sara Loehr      | Anna Barbaro guide : Charlotte Bonin        | Annouck Curzillat guide : Céline Bousrez |
| Paris 2024 | Susana Rodríguez guide : Sara Pérez Sala | Francesca Tarentello guide : Silvia Visaggi | Anja Renner guide : Maria Paulig         |

## Tableau des médailles
| Rang  | Nation      | Or | Argent | Bronze | Total |
| ----- | ----------- | -- | ------ | ------ | ----- |
| 1     | États-Unis  | 8  | 6      | 3      | 17    |
| 2     | Royaume-Uni | 4  | 4      | 4      | 12    |
| 3     | Espagne     | 3  | 2      | 4      | 9     |
| 4     | France      | 3  | 1      | 3      | 7     |
| 5     | Pays-Bas    | 3  | 1      | 2      | 6     |
| 6     | Allemagne   | 2  | 1      | 2      | 5     |
| 7     | Australie   | 2  | 1      |        | 3     |
| 8     | Italie      |    | 4      | 3      | 7     |
| 9     | Canada      |    | 1      | 2      | 3     |
| 10    | Japon       |    | 1      | 1      | 2     |
| 11    | Autriche    |    | 2      |        | 2     |
| 12    | Brésil      |    | 1      |        | 1     |
| 13    | Maroc       |    |        | 1      | 1     |
| Total | Total       | 25 | 25     | 25     | 75    |